# Міддельгаген
Міддельгаген (нім. Middelhagen) — громада в Німеччині, розташована в землі Мекленбург-Передня Померанія. Входить до складу району Передня Померанія-Рюген. Складова частина об'єднання громад Менхгут-Граніц.
Площа — 9,57 км2. Населення становить Невірний параметр metadata 13 073 056 ос. (станом на 31 грудня 2020).

## Галерея

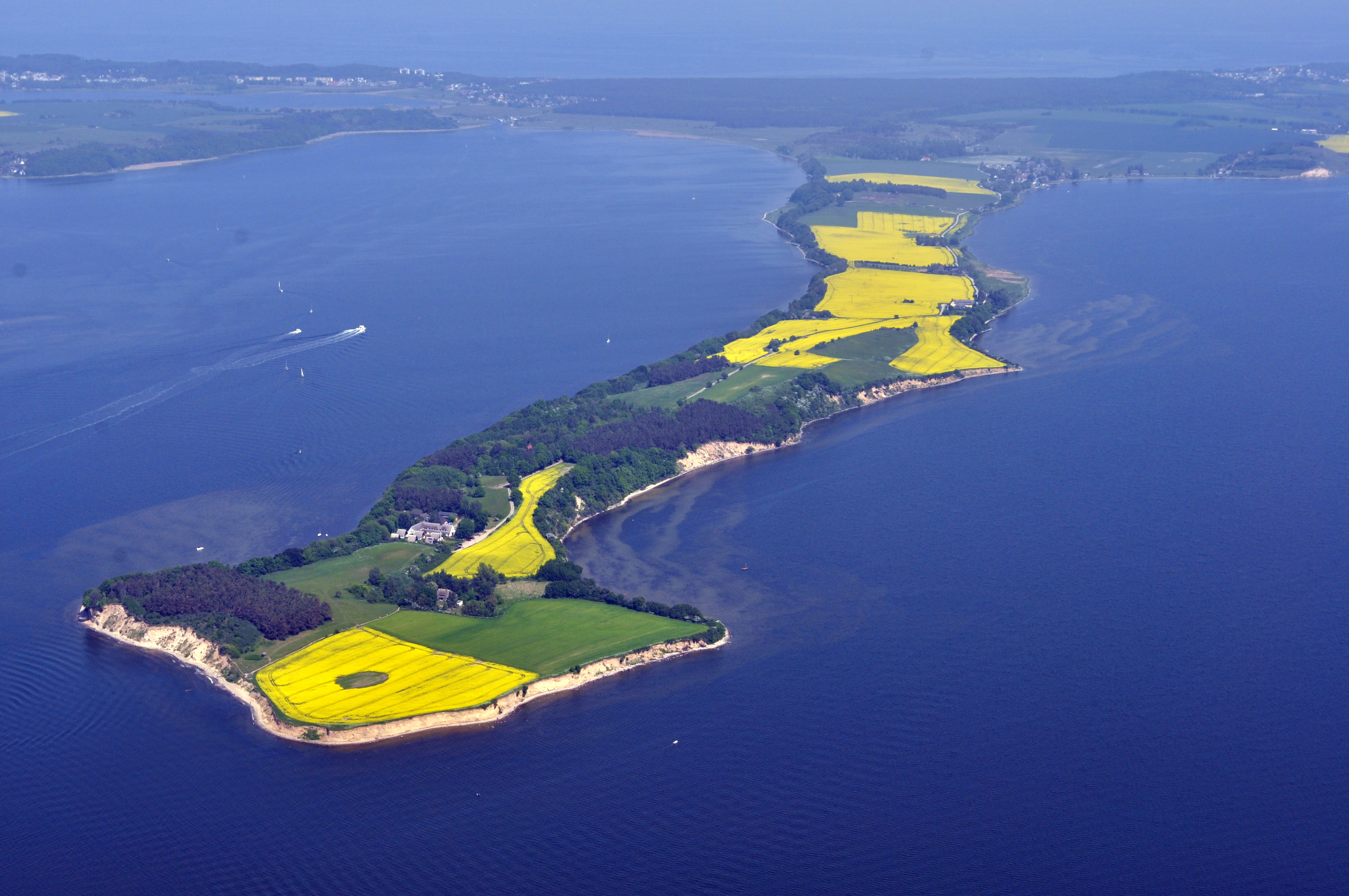